# U-Foes
Gli U-Foes sono un gruppo di supercriminali dei fumetti, creato da Bill Mantlo (testi) e Sal Buscema (disegni), pubblicato dalla Marvel Comics. Sono apparsi per la prima volta in Incredible Hulk (prima serie) n. 254 (dicembre 1980), che venne tradotto in italiano diviso in due parti su i Fantastici Quattro (Star Comics) n. 5, 6 (febbraio 1989, marzo 1989).
Hanno origini molto simili a quelle dei Fantastici Quattro.

## Storia del gruppo
L'industriale Simon Utrecht, desideroso di ottenere poteri superumani per aumentare illecitamente i suoi guadagni, organizza una navicella stellare per lasciare l'atmosfera terrestre e recuperare superpoteri cosmici simili a quelli, ben documentati, dei Fantastici Quattro. Per questo, recluta il pilota di astronavi Michael Steel, la specialista biologa Ann Darnell e il fratello, James Darnell, esperto di propulsioni.
Organizzato il gruppuscolo, i quattro lasciano la Terra verso lo spazio. Diversamente dalla navicella dei Fantastici Quattro, quella degli U-Foes era completamente priva di schermature, in modo da indurre mutazioni ancor più radicali nel gruppo.
Bruce Banner, ovvero Hulk, passando presso la base di lancio usata da Utrecht, controllando le strumentazioni di lancio, e temendo per la vita dei quattro astronauti, decide di fare riatterrare la navicella con un comando a distanza. Dopo un brusco atterraggio, il quartetto, emerso con superpoteri, decide di attaccare Hulk, convinto che per causa sua i loro poteri sono stati limitati. A causa della loro inesperienza, vengono rapidamente sconfitti. Cercando vendetta, diventano un gruppo di nemici importanti per Hulk.

## Formazione

### Vettore
Il suo vero nome è Simon Utrecht. Ha il potere di respingere e controllare telecineticamente ogni cosa. La sua pelle è di colore giallo, con segni rossi di vario tipo. Può inoltre controllare la velocità di ogni oggetto in movimento. Vi è una relazione tra i poteri di Vector e quelli del leader dei Fantastici Quattro, Mister Fantastic, in quanto entrambi possono arrivare a interagire con oggetti da grandi distanze, il primo telecineticamente, il secondo allungandosi.

### Ironclad
Il suo vero nome è Michael Steel. Ha la pelle composta di metallo molto resistente, può autonomamente cambiare la sua massa e la sua densità. Similmente alla Cosa i suoi poteri sono di natura fisica.

### Vapore
Il suo vero nome è Ann Darnell. Può trasformare il suo corpo in una massa di qualsiasi gas. Riassume la sua forma umana per brevi periodi di tempo. Questo potere imita il potere della Donna invisibile di rendersi, appunto, invisibile.

### Raggio X
Il suo vero nome è James Darnell. Il suo corpo è divenuto una massa rosea e antropomorfa di radiazioni viventi. Può emettere qualsiasi tipo di radiazione, ma non può riassumere una forma umana. Similmente alla Torcia Umana, emette forme di energia, la Torcia come fiamme, Darnell come radiazioni.